# Yves Eigenrauch
Yves Eigenrauch (ur. 24 kwietnia 1971 w Minden) – niemiecki piłkarz grający najczęściej na pozycji prawego obrońcy.

## Kariera klubowa
Karierę piłkarską Eigenrauch rozpoczął w Arminii Bielefeld. W 1988 roku zadebiutował w barwach tego zespołu w trzeciej lidze niemieckiej i grał tam do lata 1990. Wtedy to przeszedł do FC Schalke 04, grającego wówczas w drugiej lidze. W nowym zespole po raz pierwszy wystąpił 27 lipca w wygranym 3:1 domowym meczu z 1. FC Saarbrücken. Na koniec sezonu 1990/1991 roku wywalczył z tym klubem awans do 1. Bundesligi i tam od 1992 roku był podstawowym zawodnikiem klubu. W 1996 roku zajął z Schalke 3. pozycję w tabeli. W sezonie 1996/1997 wystąpił w Pucharze UEFA i dotarł z Schalke do finału tych rozgrywek. W nim klub z Gelsenkirchen najpierw pokonał 1:0 Inter Mediolan, jednak w rewanżu przegrał w takim samym stosunku. Doszło wówczas do serii rzutów karnych, Schalke zwyciężyło 4:1 i zdobyło swój pierwszy w historii europejski puchar. Eigenrauch rozegrał obydwa finałowe spotkania w pełnym wymiarze czasowym. W sezonie 2000/2001 Yves pełnił rolę rezerwowego w „Die Knappen” i z powodu kontuzji wystąpił tylko w 7 spotkaniach. W 2001 roku postanowił zakończyć piłkarską karierę, a w Schalke 04 rozegrał 236 meczów, w których strzelił 4 bramki. Pod względem rozegranych meczów w Bundeslidze w barwach Schalke zajmuje 10. pozycję.
| Sezon   | Klub              | Kraj   | Rozgrywki     | Mecze | Bramki |
| ------- | ----------------- | ------ | ------------- | ----- | ------ |
| 1988/89 | Arminia Bielefeld | RFN    | Oberliga      | ?     | ?      |
| 1989/90 | Arminia Bielefeld | RFN    | Oberliga      | ?     | ?      |
| 1990/91 | FC Schalke 04     | Niemcy | 2. Bundesliga | 7     | 1      |
| 1991/92 | FC Schalke 04     | Niemcy | Bundesliga    | 19    | 0      |
| 1992/93 | FC Schalke 04     | Niemcy | Bundesliga    | 32    | 10     |
| 1993/94 | FC Schalke 04     | Niemcy | Bundesliga    | 28    | 0      |
| 1994/95 | FC Schalke 04     | Niemcy | Bundesliga    | 25    | 0      |
| 1995/96 | FC Schalke 04     | Niemcy | Bundesliga    | 34    | 0      |
| 1996/97 | FC Schalke 04     | Niemcy | Bundesliga    | 26    | 1      |
| 1997/98 | FC Schalke 04     | Niemcy | Bundesliga    | 13    | 0      |
| 1998/99 | FC Schalke 04     | Niemcy | Bundesliga    | 22    | 0      |
| 1999/00 | FC Schalke 04     | Niemcy | Bundesliga    | 23    | 1      |
| 2000/01 | FC Schalke 04     | Niemcy | Bundesliga    | 7     | 0      |